# Svinice
Svinice (Hongaars: Szinyér) is een Slowaakse gemeente in de regio Košice, en maakt deel uit van het district Trebišov.
Svinice telt 229 inwoners.